# Colonia la Unión
Colonia la Unión är en ort i Mexiko.   Den ligger i kommunen San Luis Potosí och delstaten San Luis Potosí, i den centrala delen av landet, 400 km nordväst om huvudstaden Mexico City. Colonia la Unión ligger 1 905 meter över havet och antalet invånare är 196.
Terrängen runt Colonia la Unión är platt åt nordost, men åt sydväst är den kuperad. Terrängen runt Colonia la Unión sluttar österut. Runt Colonia la Unión är det tätbefolkat, med 591 invånare per kvadratkilometer. Närmaste större samhälle är San Luis Potosí, 7,5 km sydost om Colonia la Unión. Runt Colonia la Unión är det i huvudsak tätbebyggt.